# 李義深
李義深（496年—552年），趙郡高邑人，出自赵郡李氏南祖，北魏、東魏與北齊官员。
李義深學習經史，有做事的能力，但機心很多，當時的人說：「劍戟森森李義深。」他任官濟州征東府功曹參軍，加官龍驤將軍。高歡在信都舉兵，李義深在殷州別駕任內曾投靠，擔任大行臺郎中。中興年間除授平南將軍、鴻臚少卿，他見爾朱兆结集重兵，就背叛高歡歸附爾朱兆。爾朱兆被平定，高歡寬恕他，任命為大丞相府記室參軍。之後他遷官左光祿大夫、相府司馬，十分稱職；又改任并州長史，其時并州刺史可朱渾道元不理琐碎小事，都委派李義深負責，做得又快又好，復任為大丞相司馬。東魏武定年間，他除授齊州刺史，好錢財，經常接受贿赂，到北齊天保初年代行鄭州和梁州刺史，除授散騎常侍和陽夏太守。段業告發他接受贿赂，於是被监禁，計劃送到梁州查辦，但尚未實行他就在天保三年（552年）因病在拘留中逝世，虛歲五十七。

## 家族

### 祖父
- 李真，北魏中書侍郎[1][2]

### 父亲
- 李紹宗，北魏殷州別駕[1][2]

### 兄弟
- 李同軌，东魏兼通直散騎常侍，贈瀛州刺史
- 李幼舉，东魏安德太守
- 李之良，东魏金部郎中
- 李稚廉，北齊都官尚書，贈吏部尚書

### 儿子
- 李騊駼，隋朝絳州長史
- 李文師，北齊中書舍人、齊郡太守

## 引用
1. 1 2 3 4  《北齊書·卷二十二·列傳第十四》：李義深，趙郡高邑人也。祖真，魏中書侍郎。父紹宗，殷州別駕。義深學涉經史，有當世才用。解褐濟州征東府功曹參軍，累加龍驤將軍。
2. 1 2 3 4  《北史·卷三十三·列傳第二十一》：李義深，趙郡高邑人也。祖真，字令才，位中書侍郎。父紹，字嗣宗，殷州別駕。義深有當世才用，而心胸險峭，時人語曰：「劍戟森森李義深。」
3. ↑  《北齊書·卷二十二·列傳第十四》：義旗初，歸高祖於信都，以為大行臺郎中。中興初，除平南將軍、鴻臚少卿。義深見尒朱兆兵盛，遂叛高祖奔之。兆平，高祖恕其罪，以為大丞相府記室參軍。
4. ↑  《北史·卷三十三·列傳第二十一》：初以殷州別駕歸齊神武，再遷鴻臚少卿。見爾朱兆兵盛，叛歸之。兆平，神武恕其罪。
5. ↑  《北齊書·卷二十二·列傳第十四》：累遷左光祿大夫、相府司馬，所經稱職。轉幷州長史。時刺史可朱渾道元不親細務，民事多委義深，甚濟機速。復為大丞相司馬。
6. ↑  《北齊書·卷二十二·列傳第十四》：武定中，除齊州刺史，好財利，多所受納。天保初，行鄭州事，轉行梁州事，尋除散騎常侍，為陽夏太守。段業告其在州聚斂，被禁止，送梁州窮治，未竟。三年，遇疾，卒於禁所，年五十七。
7. ↑  《北史·卷三十三·列傳第二十一》：遷齊州刺史，好利，多所受納。轉行梁州刺史，為陽夏太守段業告其在州聚斂，被禁止。卒於禁所。

## 延伸阅读
[在维基数据编辑]
 《北齊書/卷22》，出自李百药《北齊書》
 《北史/卷033》，出自李延壽《北史》